# Julius Braathe
Julius „Jul“ Olaissen Braathe (* 4. März 1874 in Trøgstad; † 8. Juli 1914 in Kolbotn) war ein norwegischer Sportschütze.

## Erfolge
Julius Braathe nahm an zwei Olympischen Spielen sowie an den Olympischen Zwischenspielen 1906 in Athen teil. Bei letzteren gewann er im Dreistellungskampf mit dem Freien Gewehr im Mannschaftswettbewerb gemeinsam mit Ole Holm, John Møller, Gudbrand Skatteboe und Albert Helgerud die Silbermedaille. 1908 wurde er in London in dieser Disziplin in der Mannschaftskonkurrenz vor Schweden und Frankreich Olympiasieger. Zur siegreichen Mannschaft gehörten neben Braathe noch Ole Sæther, Gudbrand Skatteboe, Olaf Sæter, Albert Helgerud und Einar Liberg. Im Einzel wurde er Sechster. Vier Jahre darauf beendete er in Stockholm die Einzelkonkurrenzen mit dem Armeegewehr auf dem 15. und mit dem Freien Gewehr auf dem 29. Rang.